# Скалья, Лукас
Лукас Даниэль Скалья (исп. Lucas Daniel Scaglia; род. 6 мая 1987[…], Росарио, Санта-Фе) — аргентинский футболист, игравший на позиции полузащитника. Является двоюродным братом жены Лионеля Месси — Антонеллы Рокуццо.

## Биография
Лукас Скалья родился 6 мая 1987 года в Аргентине, прошёл через академию клуба «Ньюэллс Олд Бойз», за который ему в том числе удалось выступить и на профессиональном уровне. В дальнейшем играл в испанской «Террасе», после чего последовательно выступал за четыре греческих клуба — ПАС из Янины, «Пансерраикос», «Трикалу» и «Каллони». После ухода из «Каллони» вернулся в Южную Америку, в боливийский клуб «Боливар», а также колумбийский «Онсе Кальдас». В 2014 году перешёл в хорватский клуб «Риека». С 2015 по 2019 годы выступал в составе команд из США — «Джэксонвилл Армада», «Калифорния Юнайтед 2» и «Лас-Вегас Лайтс».

## Статистика

### Клуб
| Клуб               | Сезон            | Лига             | Лига | Лига | Национальный кубок | Национальный кубок | Другое | Другое | Всего | Всего |
| Клуб               | Сезон            | Дивизион         | Игры | Голы | Игры               | Голы               | Игры   | Голы   | Игры  | Голы  |
| ------------------ | ---------------- | ---------------- | ---- | ---- | ------------------ | ------------------ | ------ | ------ | ----- | ----- |
| Джэксонвилл Армада | 2015             | NASL             | 26   | 1    | 1                  | 0                  | —      | —      | 27    | 1     |
| Джэксонвилл Армада | 2016             | NASL             | 15   | 1    | 1                  | 0                  | —      | —      | 16    | 1     |
| Джэксонвилл Армада | Итого            | Итого            | 41   | 2    | 2                  | 0                  | —      | —      | 43    | 2     |
| Всего за карьеру   | Всего за карьеру | Всего за карьеру | 41   | 2    | 2                  | 0                  | —      | —      | 43    | 2     |